# Ядерні перегони

Розвиток ядерних арсеналів США та СРСР/Росії протягом XX—XXI століть

Ядерні перегони (англ. Nuclear arms race, рос. Ядерная гонка) — протистояння між СРСР і США за перевагу в галузі ядерної зброї в період холодної війни. Протягом холодної війни і деякі інші країни займалися розробкою ядерної зброї, але жодна держава не виробляла її в таких масштабах, як це робили дві наддержави. Іноді ядерними перегонами називають протистояння між Індією та Пакистаном наприкінці 90-х.

## Друга світова війна
Вперше ядерну зброю було створено США під час проекту «Мангеттен». Агентура НКВС у США докладно інформувала Сталіна про всі роботи над програмою. Коли нарешті радянський вождь був проінформований про ядерні дослідження сам Гаррі Трумен, він був здивований, наскільки спокійно Сталін відреагував на це, і подумав навіть, що він його не зрозумів. Насправді ж проект «Мангеттен» був настільки засекречений, що Трумен сам не знав про нього до того, як став президентом.
Торішнього серпня 1945 року Трумен наказав на бомбардування двох японських міст: Хіросіми і Нагасакі.

## Холодна війна
У перші роки після закінчення Другої світової війни США були єдиною «ядерною державою» у світі. Керівництво США припускало, що Радянський Союз дуже далекий від створення власної бомби. Тим часом США намагалися отримати якнайбільше користі зі своєї тимчасової переваги. Зокрема, мали місце спроби тиску на Сталіна з таких питань, як Берлін та Чехословаччина. У цій ситуації радянський лідер зробив висновок про те, що якщо Радянський Союз матиме ядерне озброєння, то тільки тоді США не ризикнуть розгорнути нову війну проти радянської держави.
Тим часом у СРСР активно велися розробки зі створення власної атомної бомби. Під час війни дослідження обмежувалися через брак урану, але постачання зі Східної Європи тепер вирішували цю проблему. Для фізиків створили всі умови, щоб максимально прискорити темп робіт. 3 грудня 1944 року «спостереження над розвитком робіт з урану» постановою ДКО СРСР було покладено заступника голови ДКО Л. П. Берія.
У США вважали, що СРСР не матиме атомної зброї як мінімум до середини 50-х. Проте 29 серпня 1949 р. робота радянських фізиків-ядерників закінчилася успіхом. Бомбу РДС-1, висаджену цього дня, на Заході називали на честь Сталіна: «Джо-1». Почалися ядерні перегони.
Крім атомної бомби для випробування 29 серпня 1949 р., у СРСР до кінця 1949 р. було виготовлено ще дві бомби типу РДС-1, а у 1950 р. — ще дев'ять. Однак усі ці бомби були експериментальними пристроями, а в СРСР на той момент не було засобів доставки. У січні-лютому 1951 р. було виготовлено ще чотири атомні бомби. Таким чином, у СРСР до 1 березня 1951 р. було 15 атомних бомб типу РДС-1. До кінця 1951 р. було виготовлено загалом 29 атомних бомб РДС-1, у тому числі перші три серійно виготовлені атомні бомби.
Після успішного випробування 24 вересня 1951 р. радянського атомного заряду «502-М» (РДС-2) до кінця 1951 було освоєно виробництво атомних бомб цього типу. Станом на 1 січня 1952 р. в СРСР було 35 атомних бомб, 29 з яких були типу РДС-1 і 6 — РДС-2. Ці бомби СРСР теоретично міг доставити до США.
29 серпня 1951 р. було ухвалено рішення Ради Міністрів СРСР про початок будівництва перших військових складів — ядерних баз, призначених для зберігання та підготовки до застосування атомних бомб. Їх було всього чотири: на півночі Криму, на заході України, Білорусі та на північному заході Росії. Будівництво двох перших баз зберігання ядерної зброї було завершено 1955 р. У 1956 р. була введена в дію центральна база зберігання ядерної зброї.
18 жовтня 1951 року першу радянську авіаційну атомну бомбу РДС-3 з ядерним зарядом «501-М» було вперше випробувано шляхом скидання її з літака Ту-4. Цю бомбу стали готувати до озброєння (була прийнята в 1954 році). У 1952-му та 1953 роках проведено успішні льотні контрольні випробування (ЛКВ) авіабомби РДС-3.
Вкладалися колосальні засоби у вдосконалення якості зброї та збільшення її кількості. Обидві нації швидко розпочали розробку термоядерної зброї. США підірвали такий пристрій 1 листопада 1952 року. Знову здивувавши всіх, Радянський Союз здійснив термоядерний вибух лише через 8 місяців. Радянська воднева бомба РДС-6с була повністю продуктом власної розробки, оскільки шпигунство США результатів не приніс. А найголовніше — вона була саме першою бомбою у габаритах бомбового відсіку літака, а не стаціонарною спорудою розміром із двоповерховий будинок, як у США.
Активно велися розробки і за допомогою доставки ядерної зброї, насамперед ними були стратегічні бомбардувальники. У цій галузі США почали працювати з явною форою, але поява реактивних літаків-перехоплювачів звела американську перевагу нанівець. На початку 1950-х ВПС США були представлені реактивні бомбардувальники B-47 і B-52, здатні проникнути в повітряний простір СРСР.

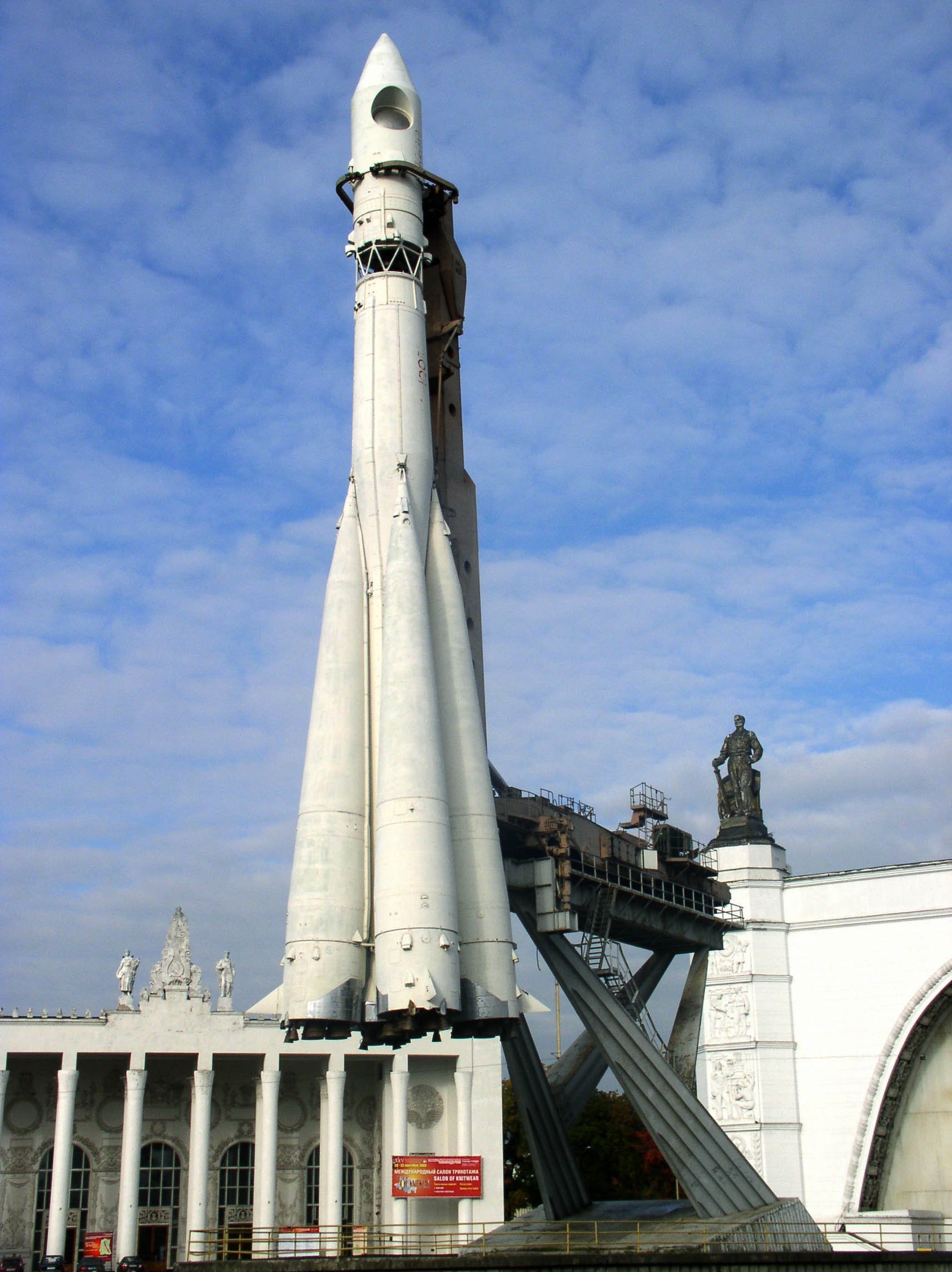
Копія ракети «Восток» (модифікація Р-7) у Москві на ВДНГ.

У другій половині 50-х у СРСР було розроблено першу міжконтинентальну балістичну ракету (МБР) Р-7. 4 жовтня 1957 р. ця ракета вивела в космос перший штучний супутник Землі. Перша американська МБР була запущена 31 жовтня 1959 року.

### Розрядка
Страх перед взаємним знищенням, економічні проблеми, пов'язані з гонкою озброєнь, дозволили запустити процес «розрядки». СРСР і США, навчені досвідом початку 60-х, зуміли домовитися про деякі положення, що обмежують зростання ядерних арсеналів, підписавши договори ОСВ-І та ОСВ-ІІ про заборону ядерних випробувань, про обмеження систем ПРО.
Але, незважаючи на це, ядерні запаси продовжували зростати. Були розроблені системи ракет з головними частинами, що розділяються. Обидві країни, як і раніше, були здатні знищити одна одну кілька разів.

### «Зоряні війни»
З відходом Картера з посади президента, США на чолі з Рейганом, не відмовляючись від домовленостей 1970-х років щодо «розрядки», висунули ідею СОІ (Стратегічної оборонної ініціативи) — протиракетної системи космічного базування (саме вона популяризована під назвою «Зоряні війни»). Після тривалих переговорів із Горбачовим, Рейган погодився повернутися до скорочення арсеналів, але від СОІ не відмовився.

## Після холодної війни
Із закінченням холодної війни витрати на ядерний арсенал стали різко скорочуватися. Темп розробки нових систем помітно зменшився. Тим не менш, і в США, і в Росії ядерні запаси, як і раніше, вимірюються тисячами боєголовок. У США було запущено масштабну програму з утилізації ядерної зброї. У рамках угоди між США та РФ обсяги виробництва збройового плутонію планомірно скорочувалися, починаючи з 1997 року. У 2010 році було зупинено останній реактор у Залізногірську.
Після закінчення холодної війни такі ж величезні суми грошей, які вкладалися в розробку ядерної зброї, тепер вкладаються в програми з відновлення екологічних збитків, завданих ядерним протистоянням. Символічно, що більшість заводів із виробництва ядерної зброї було переобладнано на заводи з переробки тієї ж зброї.